# Georges Boulanger
Georges Ernest Jean-Marie Boulanger (ur. 29 kwietnia 1837 w Rennes, zm. 30 września 1891 w Brukseli) – francuski generał i polityk, minister wojny w latach 1886–1887.

## Życiorys

### Kariera wojskowa
Brał udział m.in. w wojnie francusko-austriackiej w 1859 (był ranny pod Rochebetto, za co został odznaczony Legią Honorową V klasy), wojnie francusko-pruskiej 1870–1871 oraz tłumieniu Komuny Paryskiej w 1871. W tym samym roku został odznaczony Komandorią Legii Honorowej. W 1880 uzyskał stopień generała brygadiera. W 1884 awansowano go na generała dywizji i powierzono dowodzenie francuskimi wojskami w Tunezji. 7 stycznia 1886 został ministrem wojny i sprawował tę funkcję do 30 maja 1887.

### Kariera polityczna
Mając samemu poglądy liberalno-republikańskie, dzięki wojowniczemu językowi i działaniami na rzecz rozbudowy sił zbrojnych (mierzonymi na odzyskanie Alzacji i Lotaryngii utraconych w 1871 roku), zdobył popularność wśród francuskich nacjonalistów oraz (po śmierci pretendentów: Napoleona Eugeniusza Bonaparte oraz Henriego d’Artois) części monarchistów, stając się ikoną ruchu wymierzonego przeciwko skorumpowanej III Republice Francuskiej.

### Afera Boulangera, próba puczu i śmierć
Będąc ministrem wojny przyczyniał się do znaczącej rozbudowy sił zbrojnych, w związku z czym rząd niemiecki złożył ultimatum domagające się jego dymisji, która nastąpiła w 1887 roku.

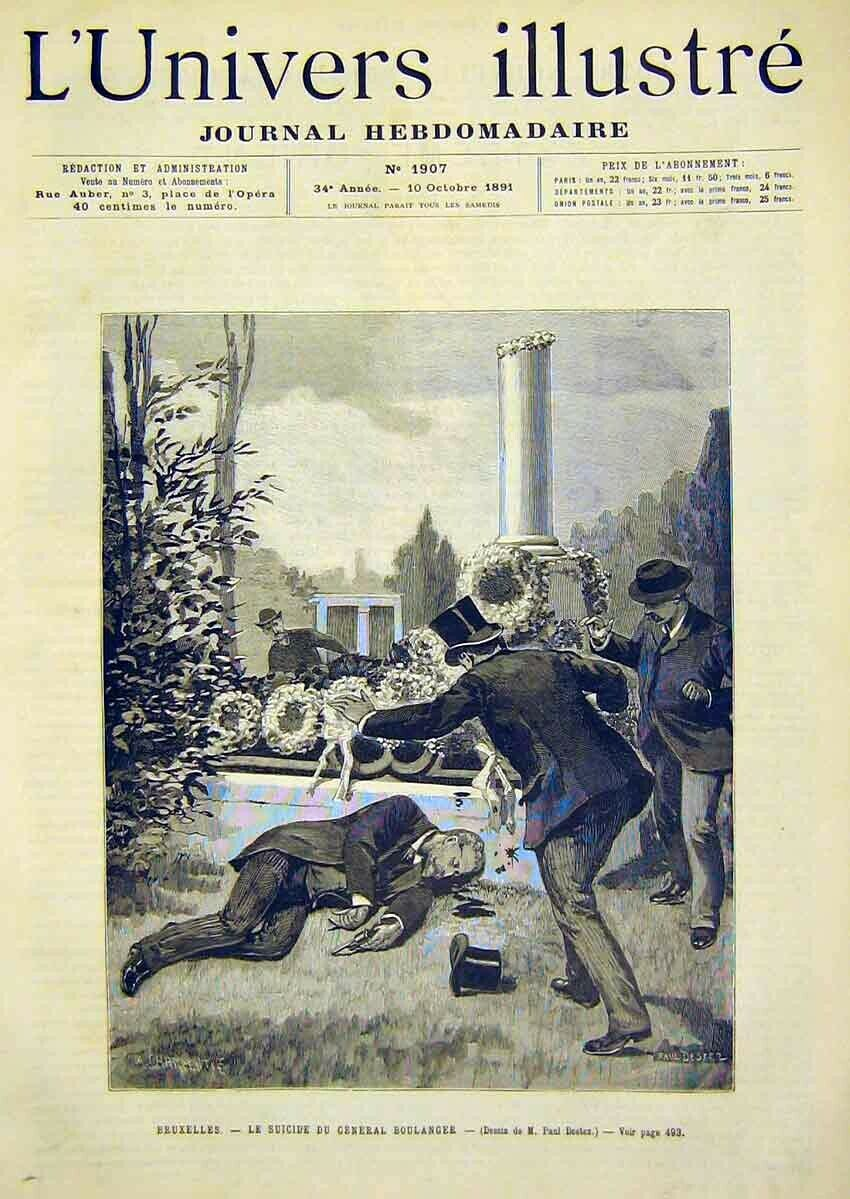
Pierwsza strona pisma ilustrowanego L’Univers illustré informująca o samobójstwie Boulangera

W styczniu 1889 jego zwolennicy podjęli próbę zamachu stanu, która zakończyła się blamażem, m.in. na skutek chwiejnej postawy generała, oczekującego wyników wyborów powszechnych. Skompromitowany zbiegł do Belgii, gdzie zastrzelił się na grobie swojej kochanki. Pochowany na cmentarzu Ixelles w Brukseli.

## Znaczenie
Od jego nazwiska pochodzi nazwa ruchu politycznego bulanżyzm. Między innymi wskutek działalności Boulangera doszło do zbliżenia ideowego francuskiego nacjonalizmu (dotychczas czerpiącego z tradycji jakobińskiej) i monarchizmu, co doprowadzi ostatecznie do powstania nacjonalizmu integralnego uosabianego przez Charlesa Maurras’a i założoną przez niego Akcję Francuską.